# NGC 3451
NGC 3451 (другие обозначения — UGC 6023, MCG 5-26-28, ZWG 155.35, IRAS10516+2730, PGC 32754) — галактика в созвездии Малый Лев.
Этот объект входит в число перечисленных в оригинальной редакции «Нового общего каталога».
В галактике вспыхнула сверхновая SN 1997dn типа II, её пиковая видимая звездная величина составила 16,0.
Галактика NGC 3451 входит в состав группы галактик NGC 3504. Помимо NGC 3451 в группу также входят NGC 3380, NGC 3400, NGC 3414, NGC 3418, NGC 3504, NGC 3512, UGC 5921 и UGC 5958.